# São Luís
São Luís és una ciutat situada en el nord-èst de Brasil i capital de l'estat de Maranhão. Està localitzada en l'illa homònima en l'Atlàntic Sud, entre les badies de São Marcos i São José de Ribamar. Upaon-Açu és l'antiga denominació donada pels indis Tupinambás que allí habitaven, i que significa "Illa Gran". La població de São Luís és d'1.021.385 habitants (estimació de 2007).
Va ser fundada en 1612 pels francesos. El seu centre històric va ser declarat el 1997 Patrimoni de la humanitat per la UNESCO.

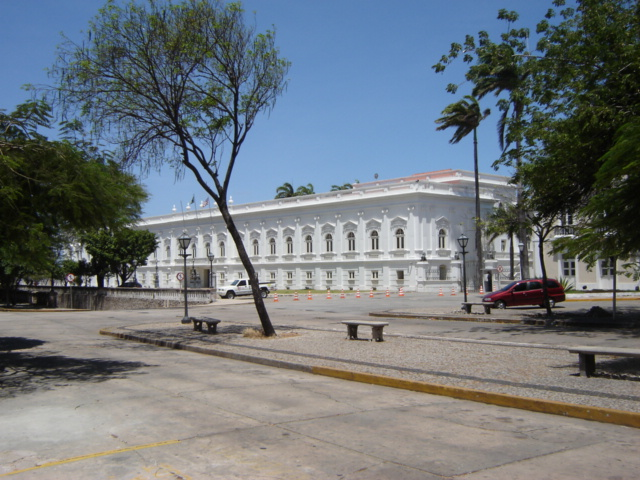
Palácio dos Leões (Palau dels Lleons), on funciona el govern de l'estat.

## Persones il·lustres
- Augusto Fragoso, Militar i escriptor
- Rafael Leitão (1979), Gran Mestre d'escacs